# Louis Germain-Martin
Pour les articles homonymes, voir Louis Martin et Martin.
Louis-Germain Martin, dit Germain Martin, né au Puy-en-Velay (Haute-Loire) le 7 novembre 1872 et mort à Paris le 4 octobre 1948, est un historien de l'économie et un homme politique français.

## Biographie

### Jeunesse et études
Louis Germain-Martin est le fils d'Antoine Martin architecte au Puy-en-Velay, le frère de Régis Martin-Binachon, industriel à Pont-Salomon et sénateur, et le frère de Louis Martin, médecin et bactériologiste. 
Il est diplômé archiviste paléographe de l'École des chartes en 1897 avec une thèse intitulée Le Rôle de l’administration royale dans ses rapports avec la grande industrie en France aux XVIIe et XVIIIe siècles et plus particulièrement de 1669 à 1789 . Parallèlement, il suit des études de droit à l'université de Paris. En 1899, il obtient un doctorat en droit.
Il est reçu à l'agrégation de droit en 1903.

### Parcours professionnel
Il est nommé secrétaire du Musée social.
Il est maître de conférences à la faculté de droit de l'université de Paris entre 1900 et 1903. Il est nommé, à cette date, ayant été reçu à l'agrégation, professeur de droit à la faculté de droit de l'université de Dijon. Il y enseigne jusqu'en 1918, date à laquelle il est recruté au sein de l'université de Montpellier.
En 1919, il est nommé professeur à l'université de Paris. Il enseigne parallèlement à l'École des hautes études commerciales de Paris ainsi qu'à l'École libre des sciences politiques.
Membre dès 1914 puis vice-président en 1928 de la très libérale Société d'économie politique, il est co-directeur à partir de la même année du mensuel qui lui est lié, le Journal des économistes.
En 1927 il est élu membre de l'Académie des sciences morales et politiques dont il devient le président en 1939.
En 1936 il est administrateur de l'Institut Pasteur.

### Parcours politique
- Député Radical indépendant (groupe qui se situe à la droite du radicalisme) de l'Hérault de 1928 à 1936

- Sous-secrétaire d'État (puis Ministre) aux Postes, Télégraphes et Téléphones du 13 novembre 1928 au 21 février 1930 dans les gouvernements Raymond Poincaré (5), Aristide Briand (11) et André Tardieu (1)
- Ministre du Budget du 2 mars au 13 décembre 1930 dans le gouvernement André Tardieu (2)
- Ministre des Finances du 13 décembre 1930 au 27 janvier 1931 dans le gouvernement Théodore Steeg
- Ministre des Finances du 3 juin au 18 décembre 1932 dans le gouvernement Édouard Herriot (3), au moment de l'affaire de la Banque commerciale de Bâle
- Ministre des Finances du 9 février 1934 au 1er juin 1935 dans les gouvernements Gaston Doumergue (2) et Pierre-Étienne Flandin (1)

En janvier 1937, il prend la présidence du Comité de prévoyance et d'action sociales (CPAS), fondé l'année précédente en réaction au Front populaire et lié à la Confédération générale du patronat français, un organisme de propagande patronal qui combat la Confédération générale du travail et le communisme et défend l'autorité et les missions du patronat, par ses conférences et ses brochures. 
Sous l'Occupation, il est membre du Conseil national instauré par Vichy. Sa carrière politique s'achève avec cette fonction.
Il meurt le 4 octobre 1948  à Paris à l'âge de 75 ans.

## Sources
- « Louis Germain-Martin », dans le Dictionnaire des parlementaires français (1889-1940), sous la direction de Jean Jolly, PUF, 1960 [détail de l’édition]
- Olivier Dard, Louis Germain-Martin ( 1872-1948 ), de la nébuleuse réformatrice au CPAS, dans Olivier Dard, Gilles Richard (dir.), Les permanents patronaux: éléments pour l'histoire de l'organisation du patronat en France dans la première moitié du XXe siècle, Centre de recherche histoire et civilisation de l'Université de Metz, 2005

Ses papiers personnels sont conservés aux Archives nationales sous la cote 443AP et aux Affaires étrangères dans la sous-série 291PAAP.

## Ouvrages
- La grande industrie en France sous Louis XV, 1900
- L'histoire du crédit en France sous le règne de Louis XIV, 1913.
- La surintendance de Fouquet et les opérations de crédit public, 1913
- Le Problème financier, 1930-1936, 1936
- De La Civilisation latine à la dictature asiatique, Domat-Montchestien, 1937
- Les Grands Messieurs qui firent la France, 1945
- Le chef d'entreprise : évolution de son rôle au XXe siècle, Flammarion, Bibliothèque de philosophie scientifique, 1946